# Semecarpus annamensis
Semecarpus annamensis är en sumakväxtart som beskrevs av Tardieu. Semecarpus annamensis ingår i släktet Semecarpus och familjen sumakväxter. Inga underarter finns listade i Catalogue of Life.